# Cantorchilus nigricapillus
Cantorchilus nigricapillus là một loài chim trong họ Troglodytidae.